# Riiaistenjärvi
Riiaistenjärvi är en sjö i Finland. Den ligger i Nådendals stad i landskapet Egentliga Finland, i den sydvästra delen av landet, 170 km väster om huvudstaden Helsingfors. Riiaistenjärvi ligger 11 meter över havet. Den ligger på ön Rimito. I omgivningarna runt Riiaistenjärvi växer i huvudsak barrskog. Arean är 44,7 hektar och strandlinjen är 4,83 kilometer lång. Sjön  ingår i Norra Skärgårdshavets avrinningsområde. 